# Комунистичка партија Слободне Територије Трста
Комунистичка партија Слободне Територије Трста (итал. Partito Comunista del Territorio Libero di Trieste; словен. Komunistična partija Svobodnega tržaškega ozemlja) била је политичка партија која је деловала на Слободној Територији Трста. Основана је 1945, а распуштена 1954. године. Гласило партије звало се Il Lavoratore (Радник).

## Прве године деловања
Комунистичка партија СТТ основана је након ослобођења 1945. године, на Конгресу уједињења локалних комитета Комунистичке партије Италије и Комунистичке партије Словеније. Била је основана под именом Комунистичка партија Јулијске крајине (итал. Partito Comunista della Regione Giuliana; словен. Komunistična partija Julijske krajine).
Циљ партије је у почетку био да се СТТ споји с Југославијом. Против овога су били италијански комунисти на челу с Палмиром Тољатијем, који нису хтели већу југословенску присутност у том региону. 
Најзначајнији вође партије били су Руди Уршич и бивши командант у НОВЈ, Бранко Бабич.
Након васпостављања СТТ-а 1947. године, партије је променила име у Комунистичка партија СТТ-а.

## Разлаз Тито-Стаљин
Партија се распала на две фракције након доношења Резолуције Информбироа 28. јуна 1948. године, односно искључењем КПЈ из Источног блока. Вођа пројугословенске фракције био је Бранко Бабич, а просовјетске бивши агент Коминтерне, Виторио Видали. Видалијева фракција освојила је већину гласова у Централном комитету (6 напрама 4), након чега је Видали постао нови секретар партије. Под Видалијем, партија је усвојила линију противљења прикључењу ФНРЈ.
Пројугословенску мањину под вођством Бабича чинили су већином Словенци. Они су се убрзо организовали у нову партију под именом Италијанско-словеначки народни фронт.
Иако првобитно присутна у обе зоне, Виталијева фракција је након раскида Тито-Стаљин изгубила утицај у Зони Б. Италијанско-словеначки народни фронт наставио је своје деловање и након интегрисања Зоне А у Италију.

## Избори 1949.
КПСТТ учествовала је, 12. јуна 1949, на изборима одржаним на подручју СТТ-а. Партија је освојила 35 568 гласова (око 20%) и 13 посланичких места. Италијанско-словеначки народни фронт је освојио једно место.

## Омладинске организације
Омладинско крило партије деловало је под именом Федерација комунистичке омладине Слободне Територије Трста (итал. Federazione Giovanile Comunista del Territorio Libero di Trieste). Орган Федерације био је Gioventu (Омладина). С партијом је блиско сарађивао и Савез антифашистичке омладине Слободне Територије Трста.

## Прикључење КПИ
Након прикључења Зоне А Италији 1954, КПСТТ постала је део Комунистичке партије Италије тек 1957. године.